# Jiangxia chaotoensis
Jiangxia chaotoensis là một chi Mesonychia phát hiện tại Trung Quốc. Tên chi được lấy theo tên tỉnh Giang Tây.